# Турбовский парк
Турбовский парк — памятник природы, расположенный в поселке городского типа Турбов Липовецкого района Винницкой области.
Турбовский парк начал формироваться в середине XIX века на основе существующих дубовых насаждений. Наибольший возраст отдельных деревьев достигает 300 лет. Порода дерева «дуб обыкновенный» являются основой для парка.
Занимаясь паспортизацией деревьев специалисты установили, что на территории площадью 4,7 га, отведенном решением Турбовского поселкового совета под создание памятника природы местного значения по состоянию на 20 мая 2007 года растет 183 дерева породы «дуб обыкновенный» возрастом 100 и более лет. Составлена схема насаждений с обозначением размещения каждого дерева. В парке находится памятник воинам Великой Отечественной войны, погибших защищая Турбов, к ней возлагаются цветы и ежегодно в День Победы к ней приходит жители поселка, чтобы отдать дань памяти защитникам родины.

## Легенда о создании парка
Давно это было — жил в Турбове управляющий сахарного завода Василий Завадский. Он был хорошим хозяином, исправно руководил заводом. Рабочие его любили за доброту и справедливость. Хозяин всецело доверял управляющему и решения всех дел оставлял на его усмотрение.
Дом управляющего находился в лесочке у реки, неподалеку от завода. Любила гулять в том лесу местная барышня. Звали ее Софьей. Была она красивой, но очень гордой и самолюбивою. Управляющий влюбился в нее до беспамятства. Дарил цветы и подарки, а она взаимностью не отвечала.
«Я барского рода, а ты всего лишь управляющий. Ты мне не ровня» — говорила она. И вот однажды Завадский спросил у нее: «Что я могу сделать, чтобы заслужить вашу благосклонность?» Гордая барышня ответила ему: «Сделай так, чтобы мое имя помнили всегда».
Долго думал бедный управляющий, что ему сделать, чтобы имя Софии осталось на века. Именно в то время люди говорили о прекрасном парке в Умани, который строили паны Потоцкие в честь гречанки по имени София.
«А почему бы мне не увековечить имя моей возлюбленной Софии и построить парк для нее здесь, в Турбове» — подумал управляющий и сразу приступил к работе.
Получил разрешение на разбивку парка у владельца имения, съездил посмотреть на строительство парка в Умани, пригласил лучших специалистов, чтобы помочь создать парк не хуже чем там. В парке предусмотрел и озера, и беседки, и маленький водопад, и уютные аллеи, и прекрасные скульптуры. Крестьяне и рабочие завода всеми силами помогали в строительстве, потому что любили управляющего и хотели ему помочь привлечь благосклонность гордой барышни.
И вот строительство завершено. Высажены редкие деревья, разбиты аллеи и клумбы, установлены лавочки и сооружены беседки, а настоящим украшением парка стал каскад озер с маленьким водопадом. Завадский приглашает свою возлюбленную на прогулку, но уже не в загроможденный лес, а в прекрасный парк. На одной из тенистых аллей спрашивает Софью: «удовлетворил ли я ваше желание? Этот парк создан по образу уманского и будет носить название „Турбовская Софиевка“ в вашу честь и имя его будет жить до тех пор, пока будут подпирать небо его дубы». Такой поступок растрогал гордое Софию и она ответила взаимностью управляющему.
До сих пор встречаем среди местных жителей название парка «Малая Софиевка» или «Турбовская Софиевка». Аллею же где прозвучали первые слова любви от гордой барышни до сих пор называют «Аллеей любви».

## Галерея

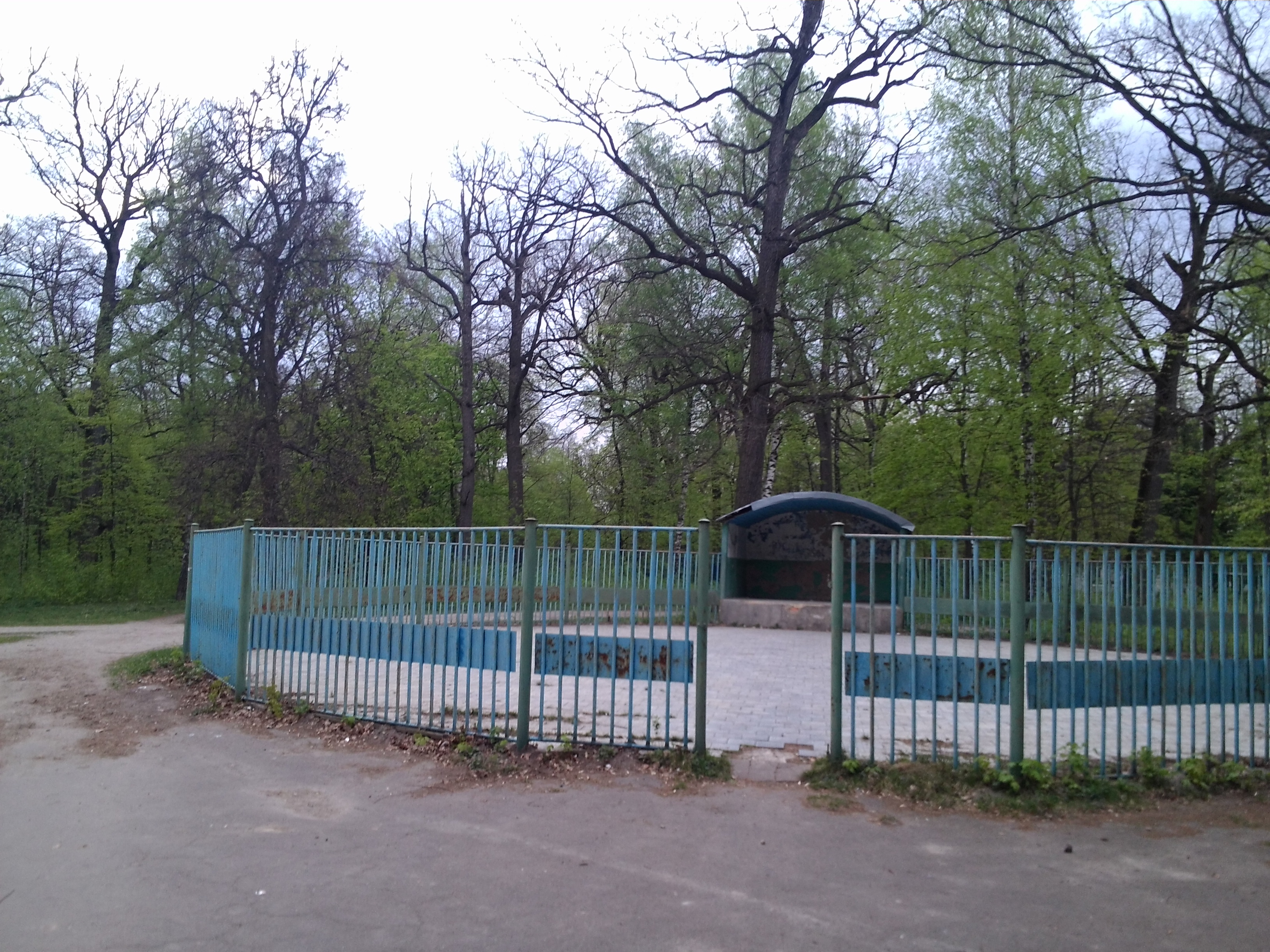
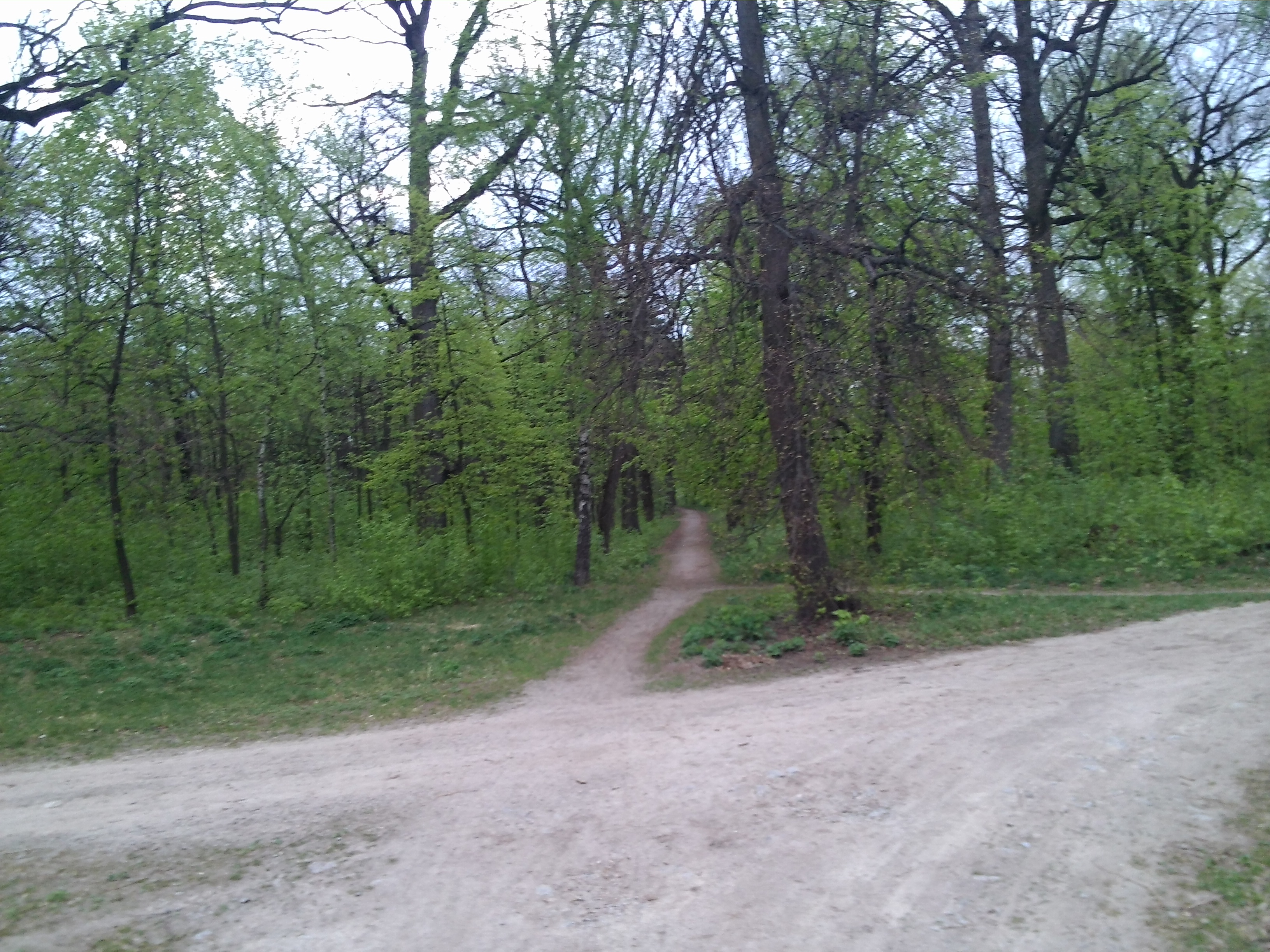
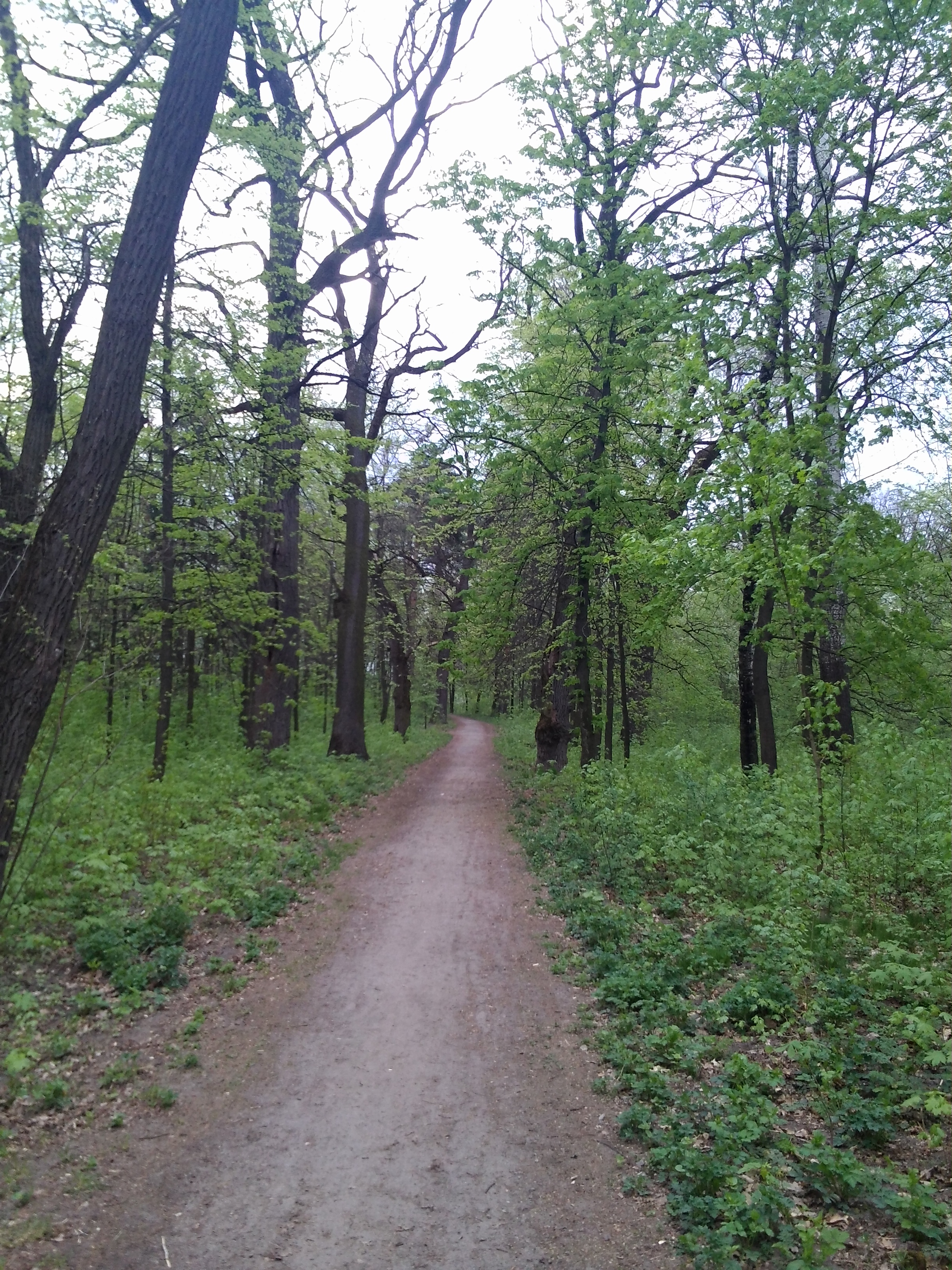
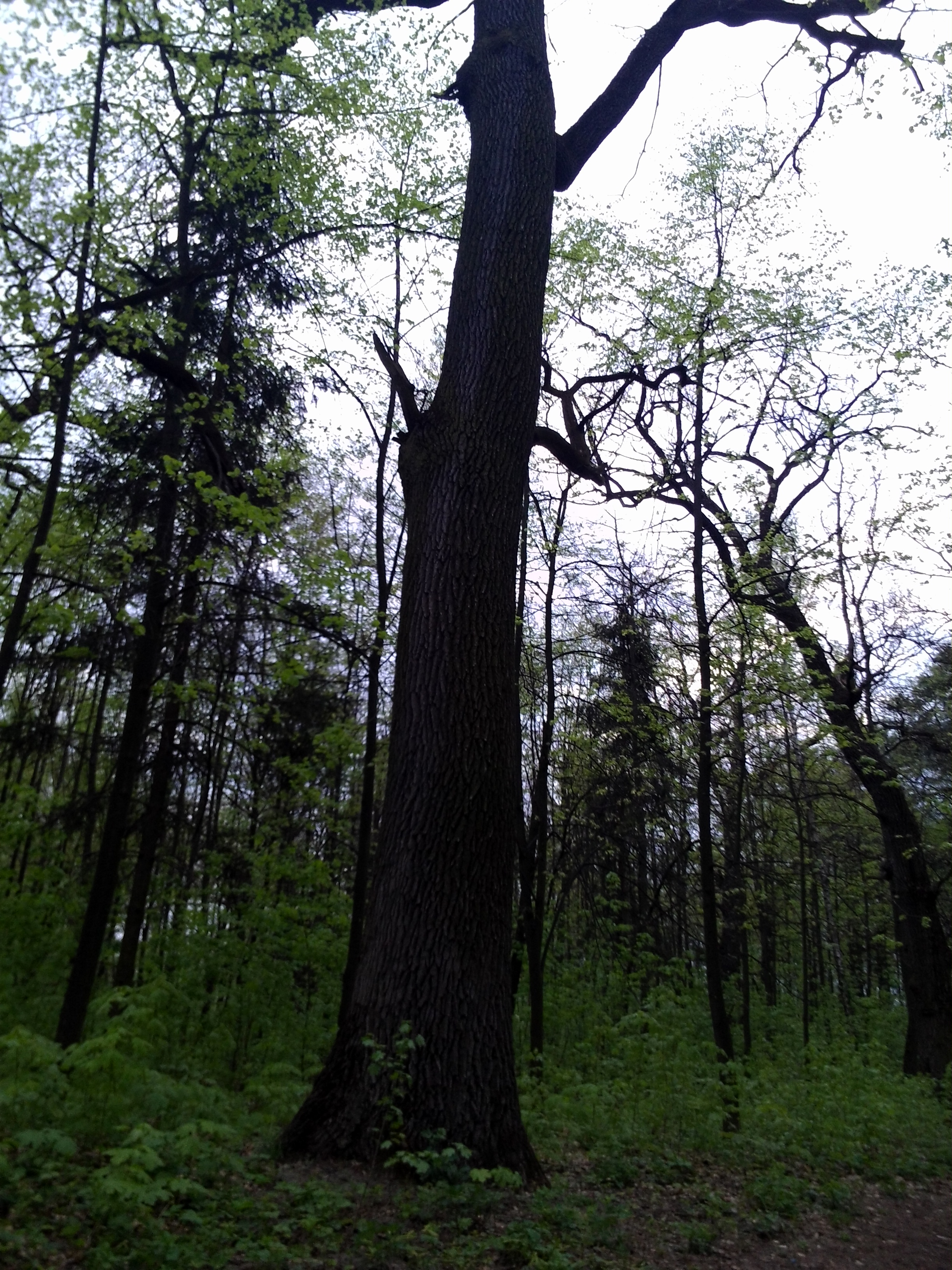
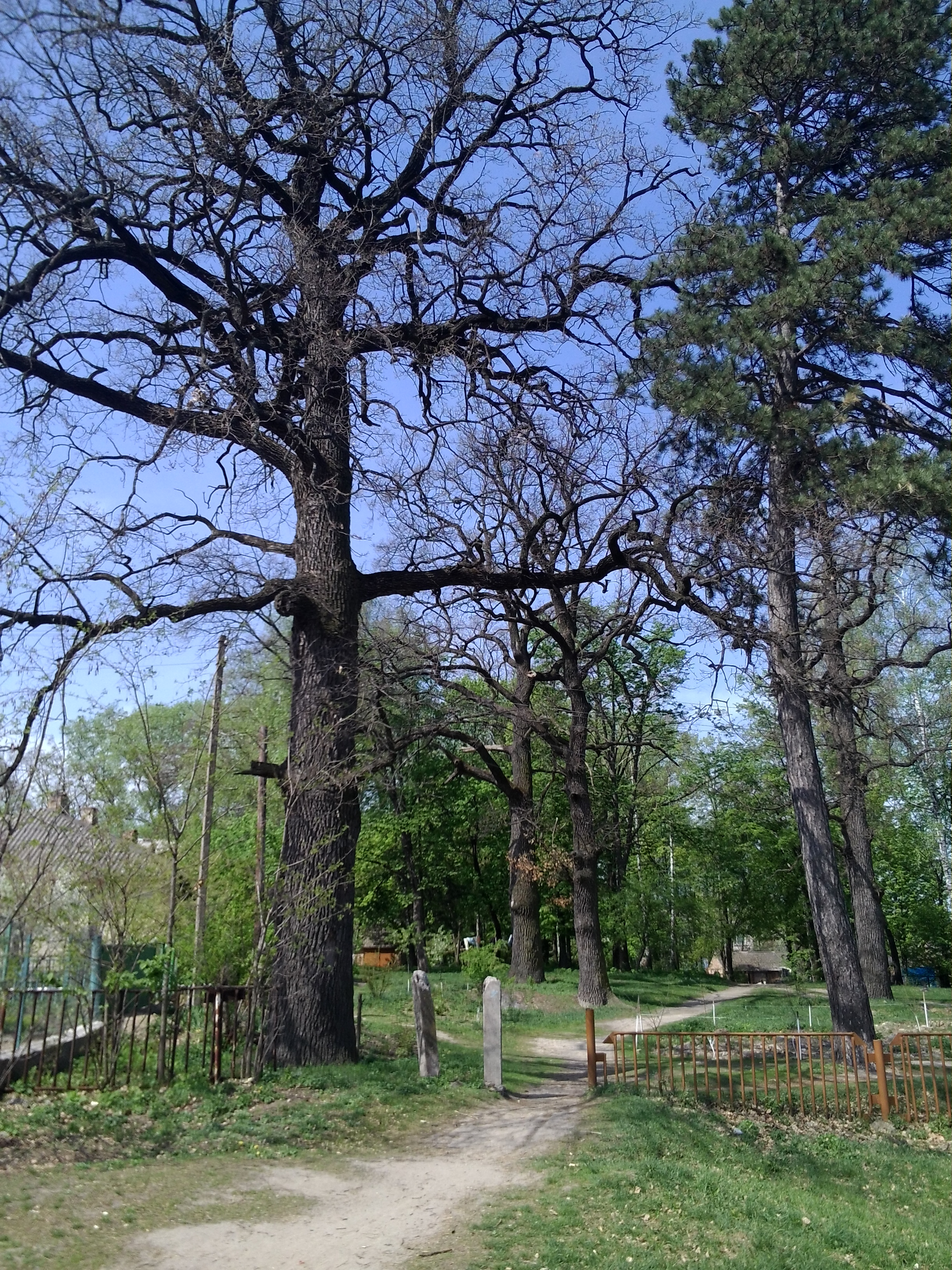
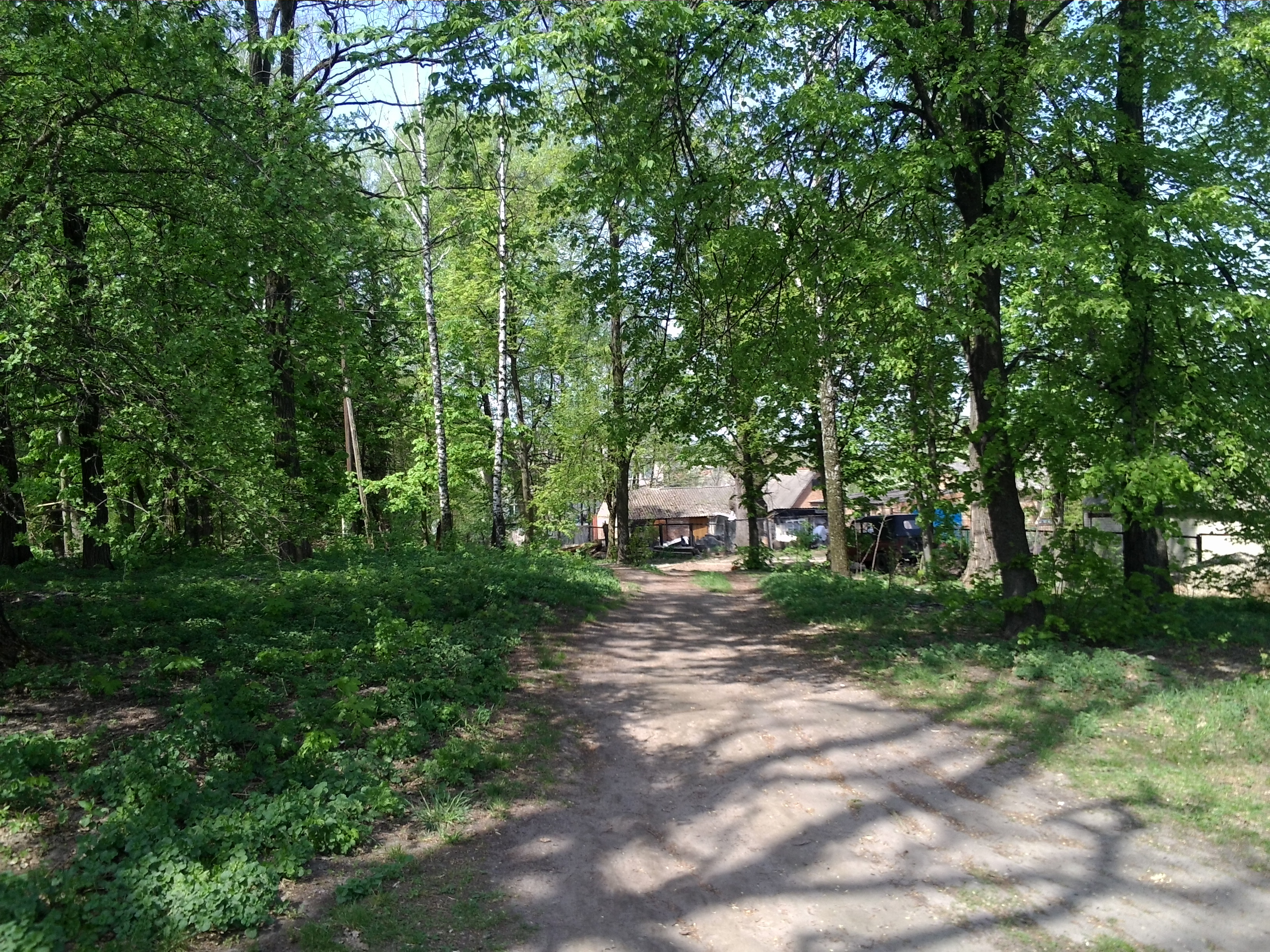
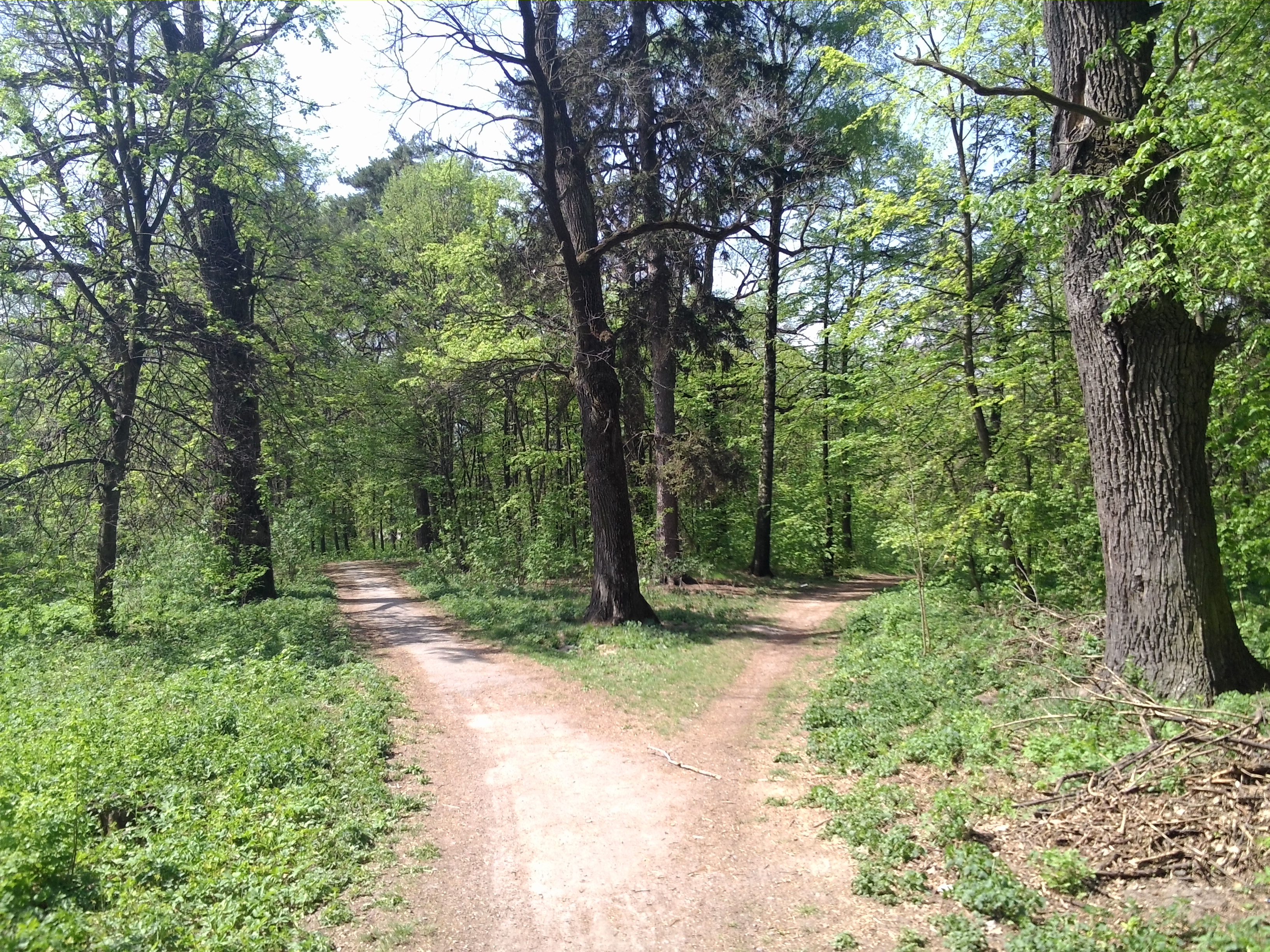
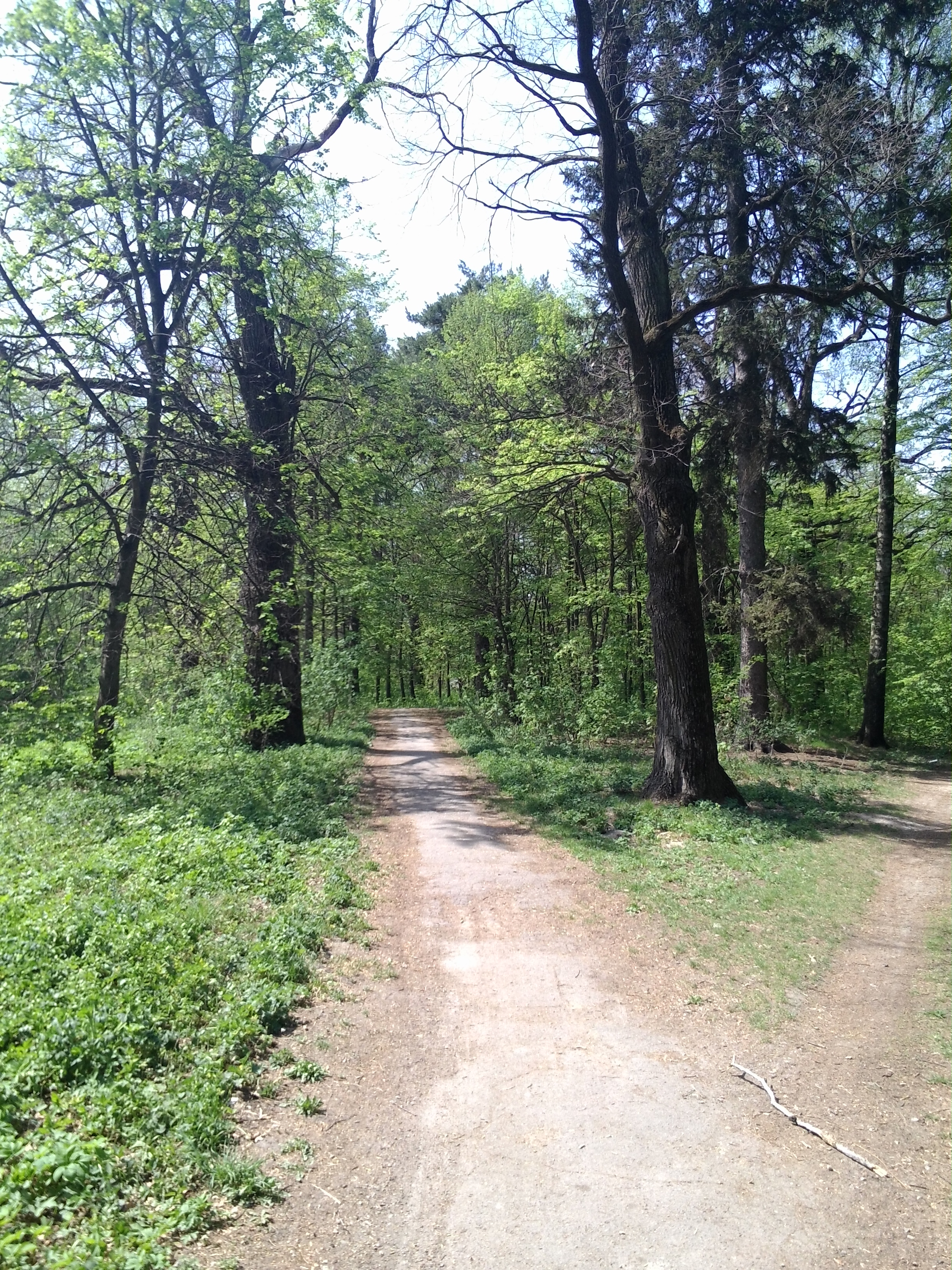
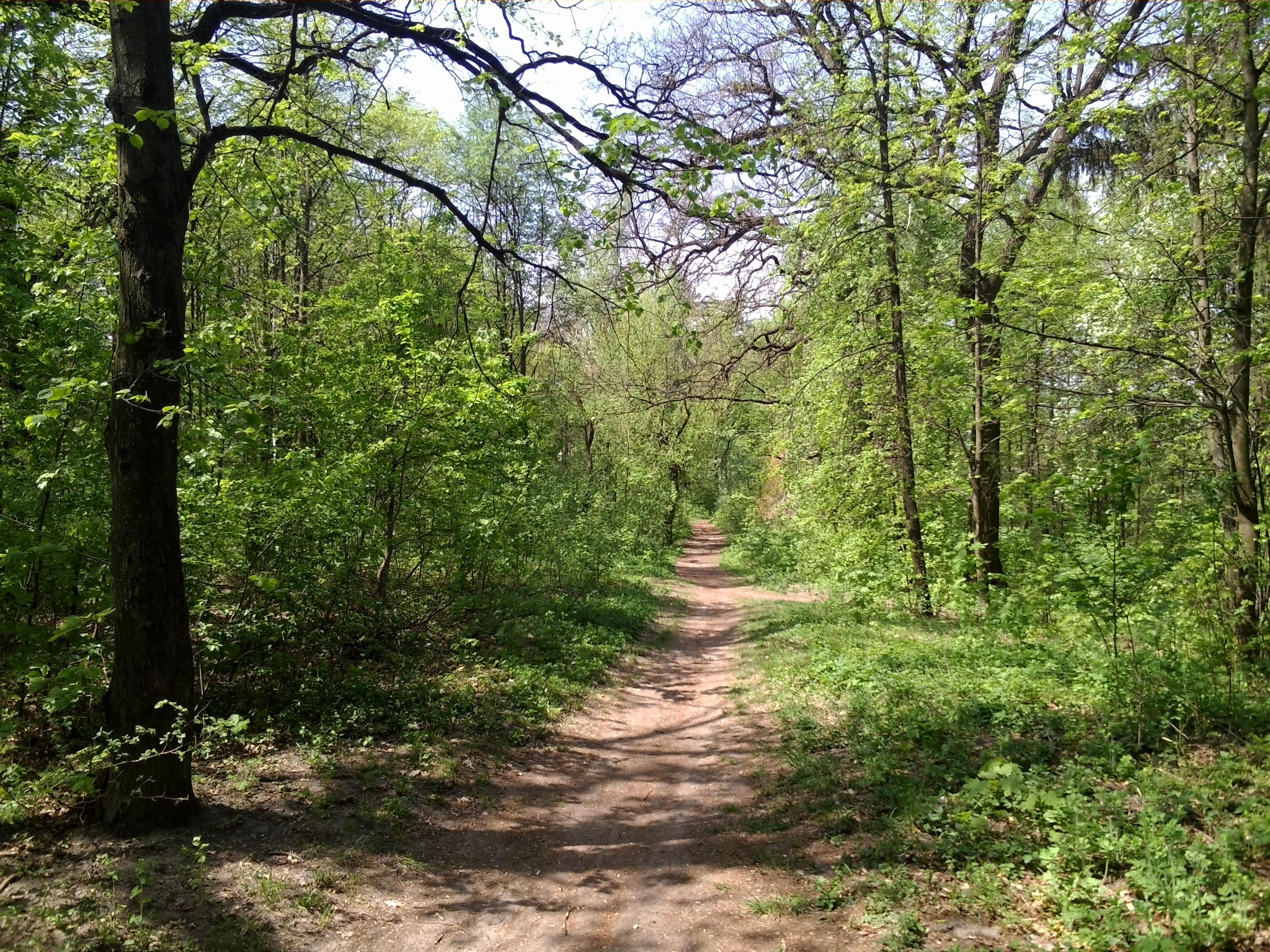
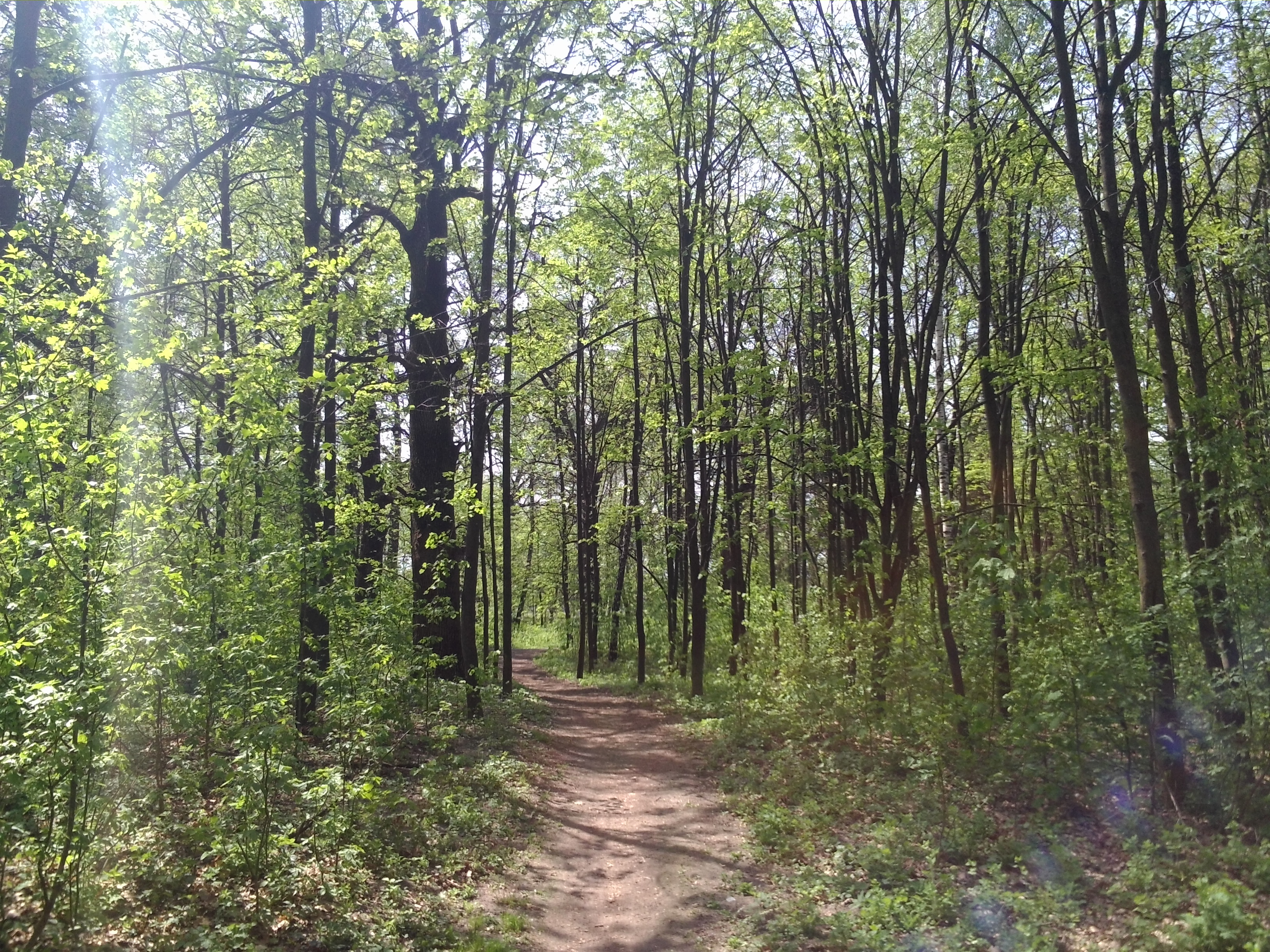
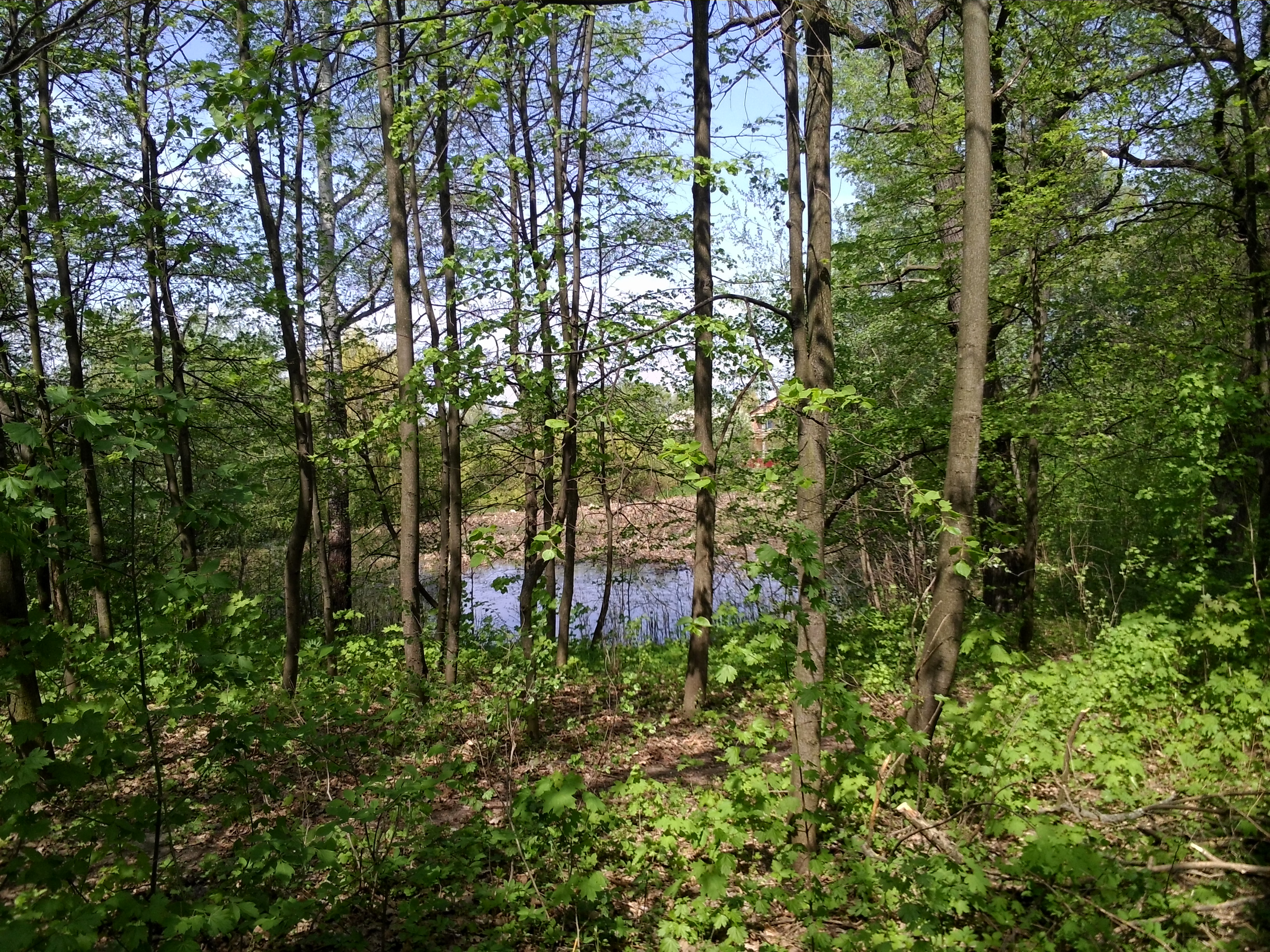
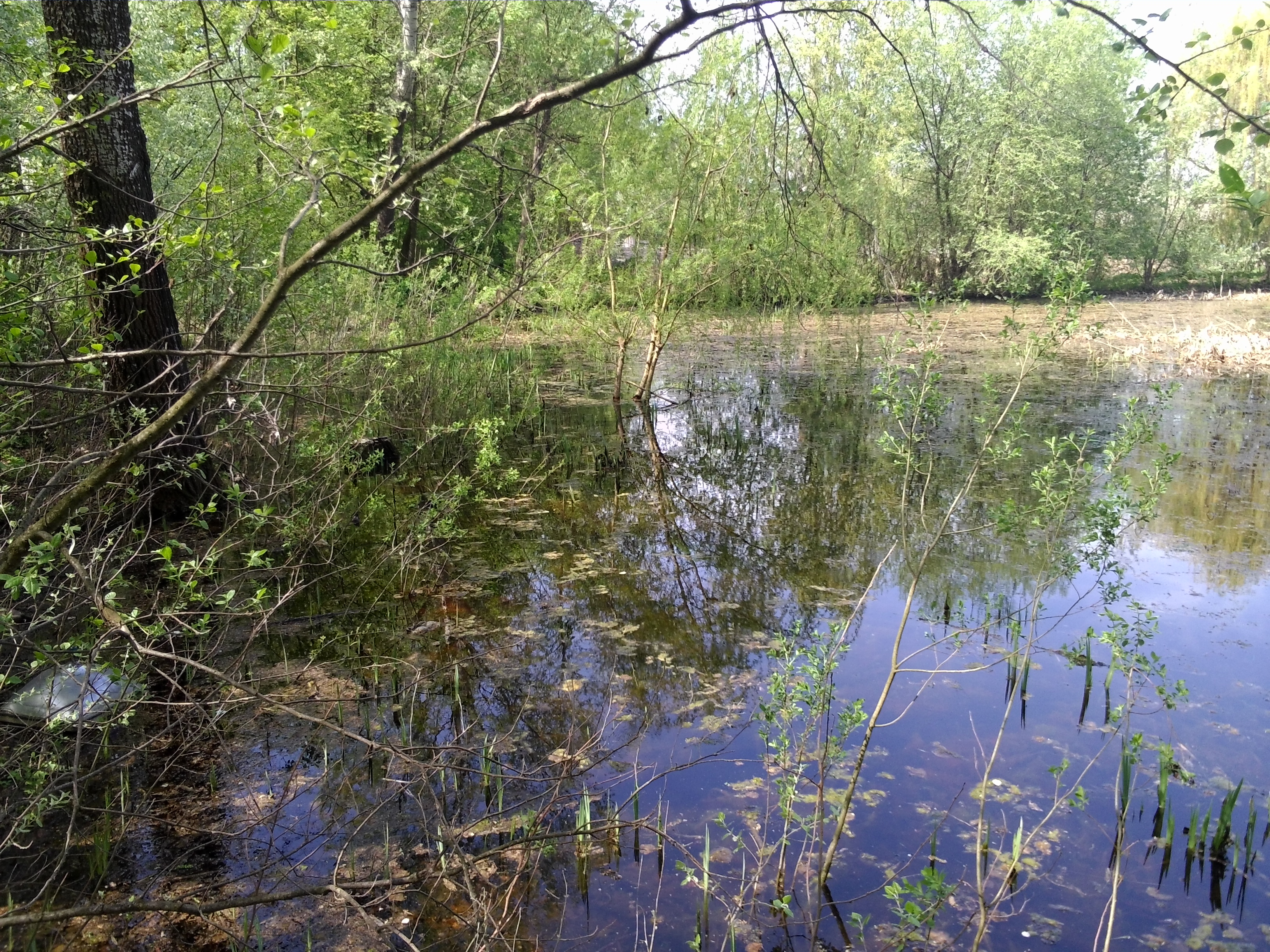
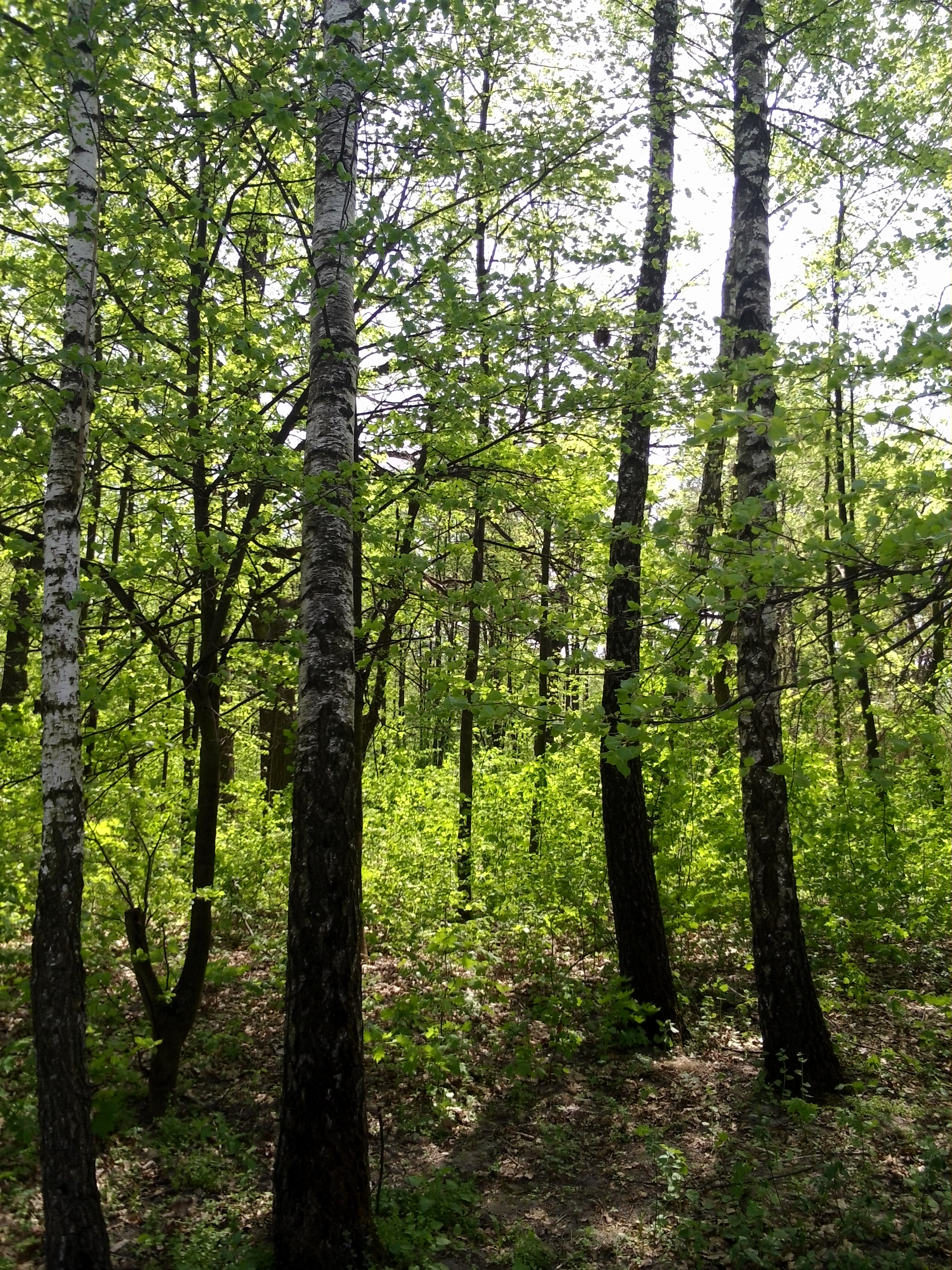
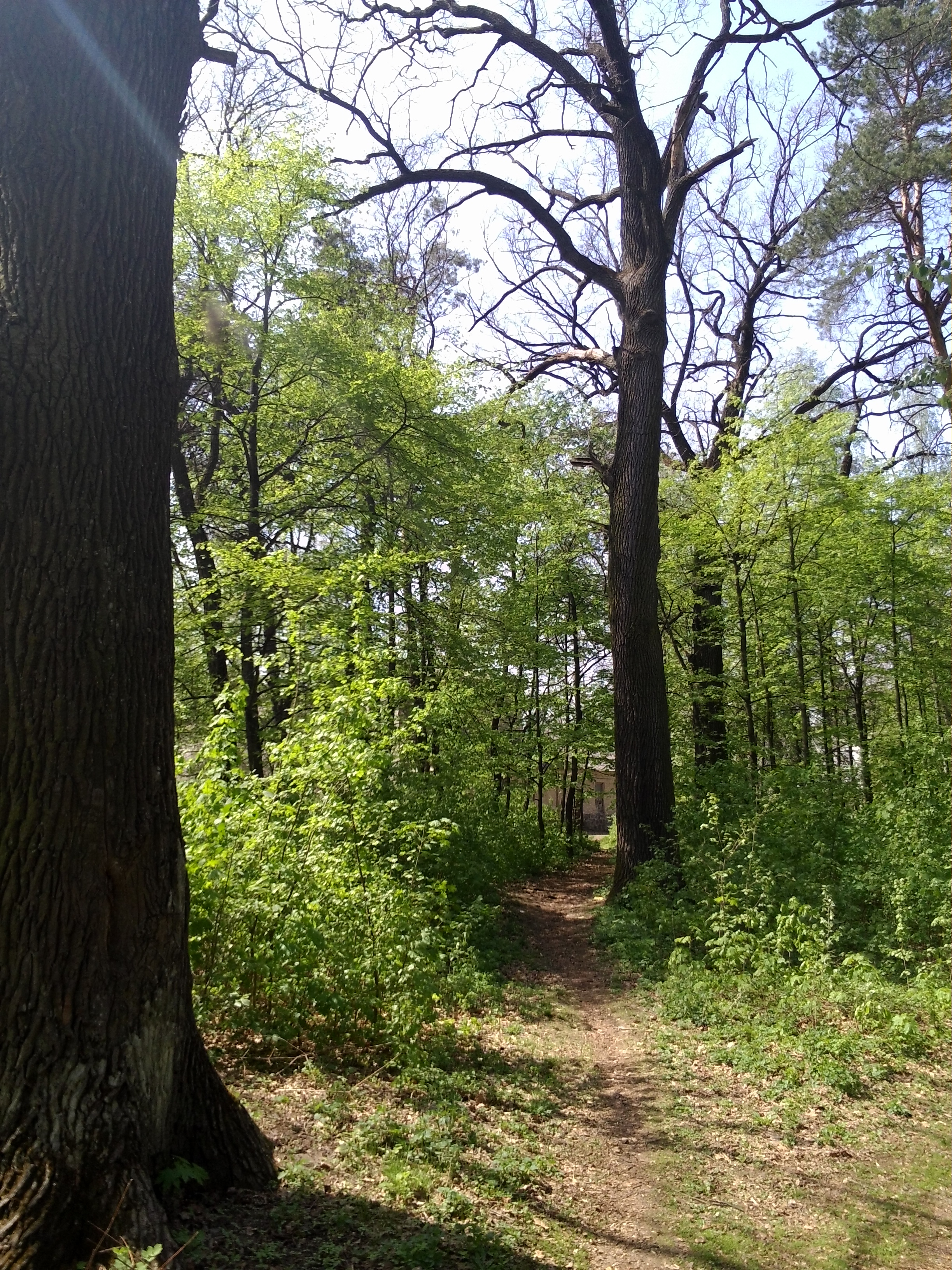
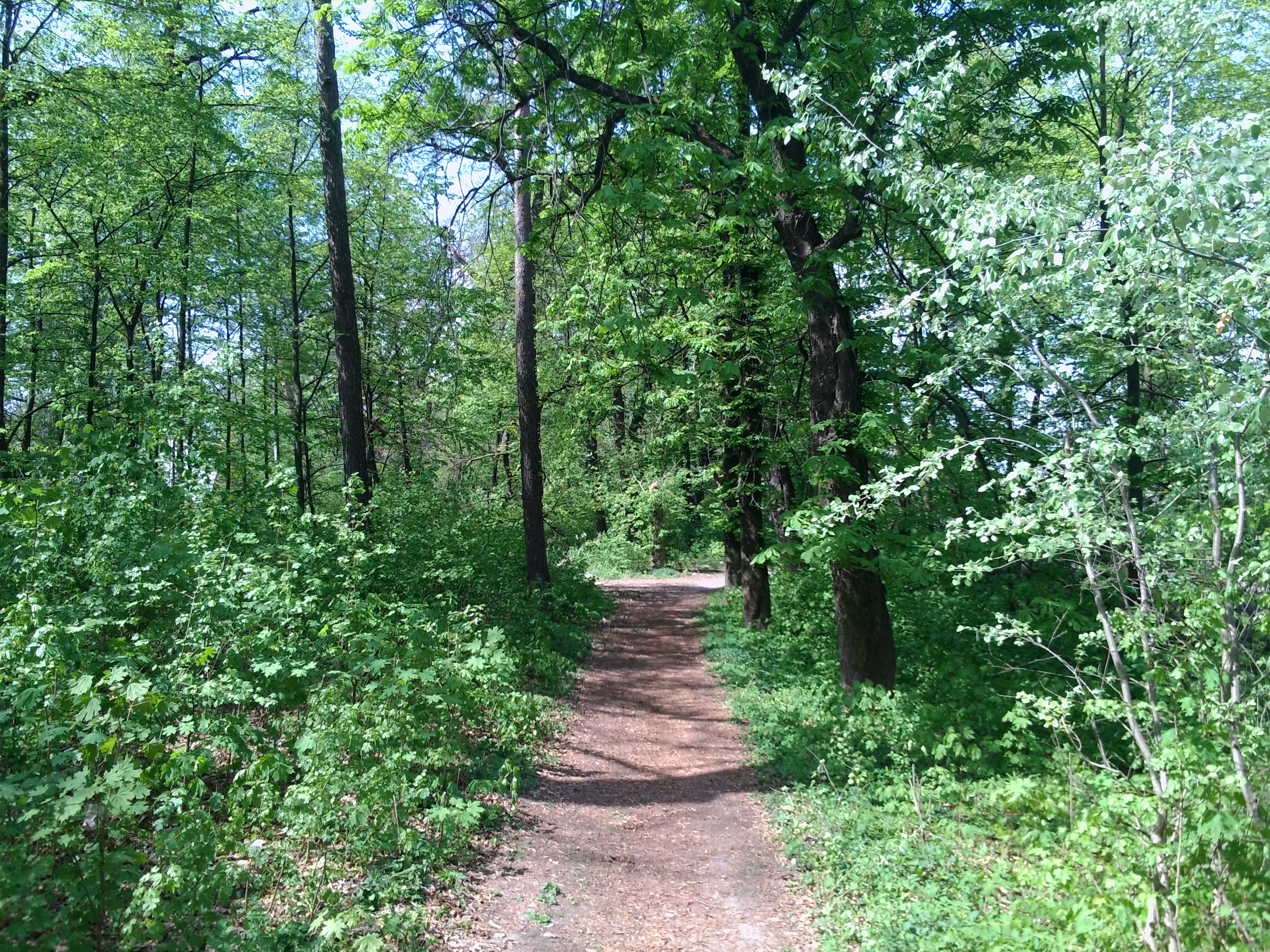
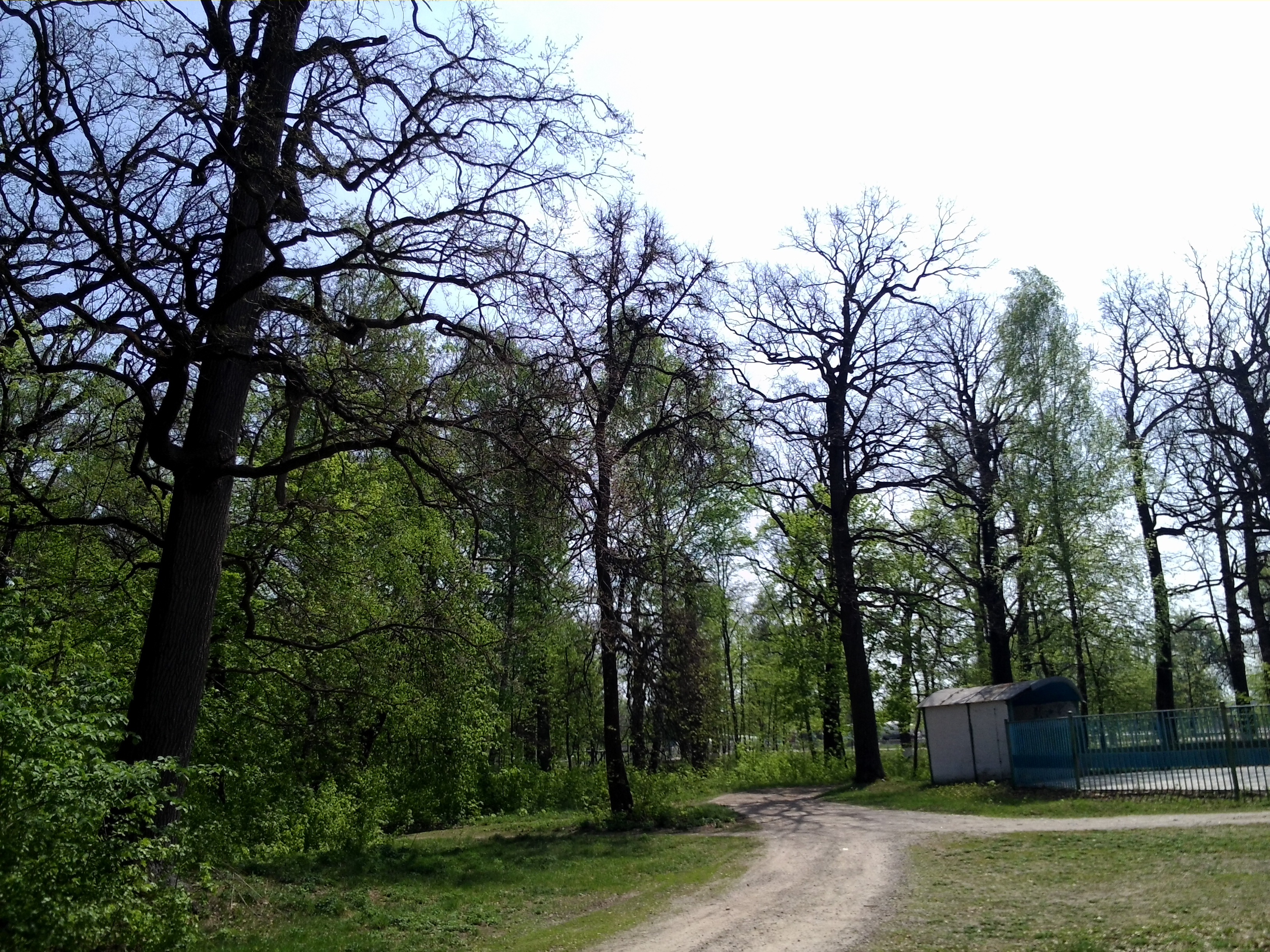